# It's All Over
It's All Over (Se acabó, en español) es el segundo sencillo del sexto álbum de Blue System, Déjà Vu. El tema es interpretado a dúo por Dieter Bohlen con la cantante estadounidense Dionne Warwick. Es publicado en 1991 por Hanseatic M.V. y distribuido por BMG. La letra, música, arreglos y producción pertenecen a Dieter Bohlen. La coproducción estuvo a cargo de Luis Rodriguez.

## Sencillos
7" Single Hansa 114 953, 25.11.1991
1. It's All Over (Radio Version)		3:37
2. Blue System - Mrs. Jones		4:05

12" Maxi Hansa 614 953, 25.11.1991
1. It's All Over (Long Version)		5:48
2. It's All Over (Radio Version)		3:37
3. Blue System - Mrs. Jones		4:05
4. It's All Over (Instrumental)		3:37

CD-Maxi Hansa 664 953, 25.11.1991
1. It's All Over (Radio Version)		3:37
2. Blue System - Mrs. Jones		4:05
3. It's All Over (Long Version)		5:48
4. It's All Over (Instrumental)		3:37

## Listas
El sencillo permaneció 7 semanas en la lista alemana desde el 16 de diciembre de 1991 hasta el 16 de febrero de 1992. Alcanzó el nº60 como máxima posición.
| Lista (1991) | Mejor posición |
| ------------ | -------------- |
| Alemania     | 60             |

## Créditos
- Composición - Dieter Bohlen
- Productor, arreglos - Dieter Bohlen
- Coproductor - Luis Rodríguez
- Diseño - Ariola, a·r·t·p·o·o·l
- Dirección de arte - Thomas Sassenbach